# 白颈长尾雉

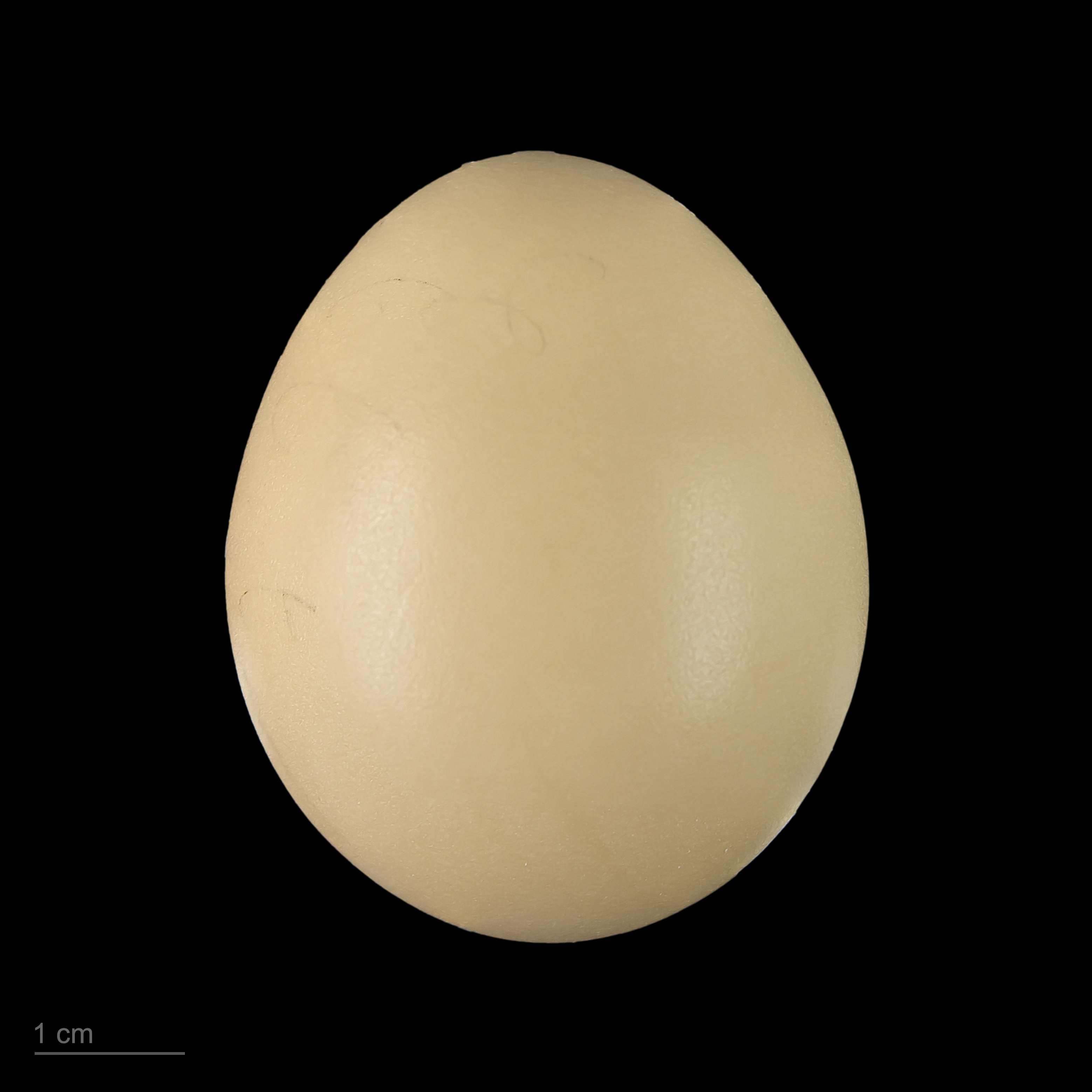
白颈长尾雉的蛋

白颈长尾雉（学名：Syrmaticus ellioti）又名横纹背鸡，是大型雉科長尾雉屬鳥類，為中國特有種，主要分布於長江中下游平原的200-1900米低海拔至中海拔山區一帶。

## 生态环境
本种常活动于中山地带，在崎岖的山谷及山地的树林中活动，善走善飞，能在茂密的灌木间迅速逃逸，且性羞涩不喜鸣叫，因此甚难见到。

## 分布地域
白颈长尾雉为中国特有鸟种，分布在中国东部的安徽、浙江、福建、江西、广东等省份。

## 特征
本物种体形大小接近环颈雉，体长约为50厘米。雄性体羽以褐色为基调，头顶、后颈及颈侧浅色，自头顶到颈侧逐渐由浅灰褐色过渡到白色；眼周裸露鲜红色皮肤；上背、肩及胸部栗褐色，隐约可见暗褐色的鱼鳞斑；翅上覆羽暗褐色，覆羽中部为蓝绿色并带金属光泽，颇有雁形目鸟类翼镜的韵味，但构成这块区域的羽毛并非雁形目的次级飞羽，而是覆羽；翅上具两道白色翅斑；尾羽及尾上覆羽甚长，与身体的比例接近1:1，尾羽污白色具宽阔的褐色横纹；下体白色，两胁具栗褐色鳞状斑。雌性体色暗哑，尾羽虽较一般雉类的雌鸟略长但远逊于白颈长尾雉的雄鸟；头顶及枕部为暗哑的栗褐色，双颊及颈侧为沾褐色的污白色，眼周亦有红色的裸露区域但远较雄性为小；上体褐色，除肩部具一道污白色斑块外还具两道白色翅斑，自颌下至胸褐色，着黑斑，腹部白色两胁具粗大的褐色鳞状斑；尾羽色暗，隐约可见梢浅色的横斑。虹膜褐色，喙黄褐色，足蓝灰色，雄性足上长有距。

## 食物
白颈长尾雉为植食性鸟类，在林间取食豆荚、浆果、嫩叶等食物。

## 繁殖与保护
繁殖不详。  
- CITES濒危等级： 附录I 生效年代： 1997年
- IUCN濒危等级： 近危 生效年代： 2016年
- IUCN濒危等级： VU A1cd+2cd 生效年代： 2003年
- 中国国家重点保护等级： 一级 生效年代： 1989年
- 中国濒危动物红皮书等级： 易危 生效年代： 1996年

主要威胁来自于栖息地破碎化、适宜栖息地面积缩小和捕猎等。